# Államok vezetőinek listája 1922-ben
Ezen az oldalon az 1922-ben fennálló államok vezetőinek névsora olvasható földrészek, majd országok szerinti bontásban.

## Európa
- Albánia (monarchia)
  - Államfő – Legfelsőbb Tanács (1920–1925), lista
  - Kormányfő –
    1. Xhafer Ypi (1921–1922)
    2. Ahmet Zogu (1922–1924), lista
- Andorra (parlamentáris társhercegség)
  - Társhercegek
    - Francia társherceg – Alexandre Millerand (1920–1924), lista
    - Episzkopális társherceg – Justí Guitart i Vilardebó (1920–1940), lista
- Ausztria (köztársaság)
  - Államfő – Michael Hainisch (1920–1928), lista
  - Kormányfő –
    1. Johann Schober (1921–1922)
    2. Walter Breisky (1922)
    3. Johann Schober (1922)
    4. Ignaz Seipel (1922–1924), lista
- Azerbajdzsán (népköztársaság)
- 1922. március 12-én a Kaukázusontúli Szovjet Szövetségi Szocialista Köztársaság alapító tagjává vált.
  - A kommunista párt vezetője – Szergej Kirov (1921–1926), a párt első titkára
  - Államfő –
    1. Muhtar Hadzsijev (1921–1922)
    2. Szamed Aga Alijev (1922–1930), a Központi Végrehajtó Bizottság elnöke

  - Kormányfő –
    1. Nariman Narimanov (1921–1922)
    2. Gazanfar Muszabekov (1922–1930), a Népi Komisszárok Tanácsa elnöke
- Belgium (monarchia)
  - Uralkodó – I. Albert király (1909–1934)
  - Kormányfő – Georges Theunis (1921–1925), lista
- Belorusszia (népköztársaság)
- 1922. december 30-án a Szovjetunió alapító tagjává vált.
  - A kommunista párt vezetője – Vilhelm Knorin (1920–1923), első titkár
  - Államfő – Alekszander Cservjakov (1920–1937), a Központi Végrehajtó Bizottság elnöke
  - Premier - Alekszander Cservjakov (1920–1924), a Népi Komisszárok Tanácsa elnöke
- Bolgár Cárság (monarchia)
  - Uralkodó – III. Borisz cár (1918–1943)
  - Kormányfő – Alekszandar Sztambolijszki (1919–1923), lista
- Csehszlovákia (köztársaság)
  - Államfő – Tomáš Garrigue Masaryk (1918–1935), lista
  - Kormányfő –
    1. Edvard Beneš (1921–1922)
    2. Antonín Švehla (1922–1926), lista
- Danzig Szabad Város (szabad város a Nemzetek Szövetsége protektorátusa alatt)
  - Főbiztos – Sir Richard Haking (1921–1923), a Nemzetek Ligája danzigi főbiztosa
  - Államfő – Heinrich Sahm (1920–1931)
- Dánia (monarchia)
  - Uralkodó – X. Keresztély király (1912–1947)
  - Kormányfő – Niels Neergaard (1920–1924), lista
- Egyesült Királyság (parlamentáris monarchia)
  - Uralkodó – V. György Nagy-Britannia királya (1910–1936)
  - Kormányfő –
    1. David Lloyd George (1916–1922)
    2. Bonar Law (1922–1923), lista
- Észtország (köztársaság)
  - Államfő –
    1. Konstantin Päts (1921–1922)
    2. Juhan Kukk (1922–1923), lista
- Finnország (köztársaság)
  - Államfő – Kaarlo Juho Ståhlberg (1919–1925), lista
  - Kormányfő –
    1. Juho Vennola (1921–1922)
    2. Aimo Cajander (1922)
    3. Kyösti Kallio (1922–1924), lista

  -  Åland –
  - Åland a Nemzetek Szövetsége 1921. június 24-i döntése alapján 1922. június 9-én nyerte el autonóm státusát.
    - Kormányfő – Carl Björkman (1922–1938)
- Fiumei Szabadállam (köztársaság)
  - Államfő –
    1. Riccardo Zanella (1921–1922)
    2. Nemzeti Védelmi Bizottság (1922)
    3. Giovanni Giuriati (1922), ideiglenes
    4. Attilio Depoli (1922–1923), ideiglenes, Fiume katonai kormányzója
- Franciaország (köztársaság)
  - Államfő – Alexandre Millerand (1920–1924), lista
  - Kormányfő –
    1. Aristide Briand (1921–1922)
    2. Raymond Poincaré (1922–1924), lista
- Görögország (monarchia)
  - Uralkodó –
    1. I. Konstantin király (1920–1922)
    2. II. György király (1922–1924)

  - Kormányfő –
    1. Dimitriosz Gunarisz (1921–1922)
    2. Nikolaosz Sztratosz (1922)
    3. Petrosz Protopapadakisz (1922)
    4. Nikolaosz Triantafillakosz (1922)
    5. Anasztasziosz Haralambisz (1922)
    6. Szotiriosz Krokidasz (1922)
    7. Sztiliánosz Gonátasz (1922–1924), lista
- Grúzia (népköztársaság)
- 1922. március 12-én a Kaukázusontúli Szovjet Szövetségi Szocialista Köztársaság alapító tagjává vált.
  - A kommunista párt vezetője –
    1. Mamia Orahelasvili (1921–1922)
    2. Mihail Okudzsava (1922)
    3. Visszarion Lominadze (1922–1924), első titkár

  - Államfő –
    1. Polikarp Mdivani (1921–1922)
    2. Filipp Maharadze (1922)
    3. Ivan Szturua (1922–1923), a Központi Végrehajtó Bizottság elnöke

  - Kormányfő –
    1. Polikarp Mdivani (1922)
    2. Szergej Kavtaradze (1922–1923), a Népi Komisszárok Tanácsa elnöke
- Hollandia (monarchia)
  - Uralkodó – Vilma királynő (1890–1948)
  - Miniszterelnök – Charles Ruijs de Beerenbrouck (1918–1925), lista
- Izland (parlamentáris monarchia)
  - Uralkodó – X. Keresztély (1918–1944)
  - Kormányfő –
    1. Jón Magnússon (1917–1922)[1]
    2. Sigurður Eggerz (1922–1924), lista
- Írország (monarchia)
- Az el nem ismert Ír Köztársaságot 1922. december 6-án váltotta fel az Ír Szabadállam.
  - Államfő –
    1. Éamon de Valera (1919–1922)
    2. Arthur Griffith (1922)
    3. W. T. Cosgrave (1922), lista

  - Uralkodó – V. György Nagy-Britannia királya (1910–1936)
  - Főkormányzó – Tim Healy (1922–1928), lista
  - Kormányfő –
    1. Michael Collins (1922)
    2. W. T. Cosgrave (1922–1932), lista
- Kaukázusontúli Szovjet Szövetségi Szocialista Köztársaság (népköztársaság)
- 1922. március 12-én alapították, 1922. december 30-án a Szovjetunió alapítójává vált.
  - A kommunista párt vezetője – Alekszandr Mjasnikjan (1922–1925), a Transzkaukázusi Kommunista Párt első titkára
  - Államfő – Nariman Narimanov + Polikarp Mdivani + Alekszandr Mjasnikjan (1922)
  - Kormányfő – Mihail Chakaja (1922–1927)
- Lengyelország (köztársaság)
  - Államfő –
    1. Józef Piłsudski (1918–1922)
    2. Gabriel Narutowicz (1922)
    3. Maciej Rataj (1922), ügyvivő
    4. Stanisław Wojciechowski (1922–1926), lista

  - Kormányfő –
    1. Antoni Ponikowski (1921–1922)
    2. Artur Śliwiński (1922)
    3. Julian Nowak (1922)
    4. Władysław Sikorski (1922–1923), lista
- Lettország (köztársaság)
- Az ország neve 1922. november 7-én változott Lettországról Lett Köztársaságra.
  - Államfő – Jānis Čakste (1918–1927), lista
  - Kormányfő – Zigfrīds Anna Meierovics (1921–1923), lista
- Liechtenstein (parlamentáris monarchia)
  - Uralkodó – II. János herceg (1859–1929)
  - Kormányfő –
    1. Josef Ospelt (1921–1922)
    2. Alfons Feger (1922), ügyvivő
    3. Felix Gubelmann (1922), ügyvivő
    4. Gustav Schädler (1922–1928), lista
- Litvánia (köztársaság)
  - Államfő – Aleksandras Stulginskis (1920–1926), lista
  - Kormányfő –
    1. Kazys Grinius (1920–1922)
    2. Ernestas Galvanauskas (1922–1924), lista

  -  Közép-Litvánia (el nem ismert állam)
  - Lengyelország 1922. április 18-án bekebelezte.
    - Államfő – Lucjan Żeligowski (1920–1922), államfő
    - Kormányfő – Aleksander Michal Marian Meysztowicz (1921–1922)
- Luxemburg (monarchia)
  - Uralkodó – Sarolta nagyhercegnő (1919–1964)
  - Kormányfő – Émile Reuter (1918–1925), lista
- Magyar Királyság (monarchia)
  - Államfő – Horthy Miklós (1920–1944), lista
  - Kormányfő – Bethlen István gróf (1921–1931), lista
- Monaco (monarchia)
  - Uralkodó –
    1. I. Albert herceg (1889–1922)
    2. II. Lajos herceg (1922–1949)

  - Államminiszter – Raymond Le Bourdon (1919–1923), lista
- Németország
  - Államfő – Friedrich Ebert (1919–1925), lista
  - Kancellár –
    1. Joseph Wirth (1921–1922)
    2. Wilhelm Cuno (1922–1923), lista
- Norvégia (monarchia)
  - Uralkodó – VII. Haakon király (1905–1957)
  - Kormányfő – Otto Blehr (1921–1923), lista
- Olasz Királyság (monarchia)
  - Uralkodó – III. Viktor Emánuel király (1900–1946)
  - Kormányfő –
    1. Ivanoe Bonomi (1921–1922)
    2. Luigi Facta (1922)
    3. Benito Mussolini (1922–1943), lista
- Oroszország (népköztársaság)
- 1922. december 30-án a Szovjetunió alapítójává vált.
  - Államfő – Mihail Kalinyin (1919–1938), a Tanácsok Összoroszországi Kongresszusa Központi Végrehajtó Bizottsága elnöke
  - Kormányfő – Vlagyimir Iljics Lenin (1917–1924), a Népi Komisszárok Tanácsának elnöke
- Örményország (népköztársaság)
- 1922. március 12-én a Kaukázusontúli Szovjet Szövetségi Szocialista Köztársaság alapító tagjává vált.
  - A kommunista párt vezetője –
    1. Szergej Lukasin (1921–1922)
    2. Asot Hovanneszjan (1921–1927), a párt első titkára

  - Államfő –
    1. Alekszandr Mjasnikjan (1921–1922)
    2. Szarkisz Ambarcumjan (1922–1925), a Népi Komisszári Tanács elnöke

  - Kormányfő – Szergej Lukasin (1922–1925), lista
- Pápai állam (abszolút monarchia)
  - Uralkodó –
    1. XV. Benedek pápa (1914–1922)
    2. XI. Piusz pápa (1922–1939)
- Portugália (köztársaság)
  - Államfő – António José de Almeida (1919–1923), lista
  - Kormányfő –
    1. Francisco Cunha Leal (1921–1922)
    2. António Maria da Silva (1922–1923), lista
- Román Királyság (monarchia)
  - Uralkodó – I. Ferdinánd király (1914–1927)
  - Kormányfő –
    1. Take Ionescu (1921–1922)
    2. Ion I. C. Brătianu (1922–1926), lista
- San Marino (köztársaság)
  - San Marino régenskapitányai:
    1. Egisto Morri és Giuseppe Lanci (1921–1922)
    2. Eugenio Reffi és Giovanni Arzilli (1922)
    3. Onofrio Fattori és Giuseppe Balducci (1922–1923), régenskapitányok
- Spanyolország (köztársaság)
  - Uralkodó – XIII. Alfonz király (1886–1931)
  - Kormányfő –
    1. Antonio Maura (1921–1922)
    2. José Sánchez-Guerra y Martínez (1922)
    3. Manuel García-Prieto (1922–1923), lista
- Svájc (konföderáció)
  - Szövetségi Tanács:[2]
  - Giuseppe Motta (1911–1940), Edmund Schulthess (1912–1935), Robert Haab (1917–1929), elnök, Ernest Chuard (1919–1928), Karl Scheurer (1919–1929), Jean-Marie Musy (1919–1934), Heinrich Häberlin (1920–1934)
- Svédország (parlamentáris monarchia)
  - Uralkodó – V. Gusztáv király (1907–1950)
  - Kormányfő – Hjalmar Branting (1921–1923), lista
- Szerb-Horvát-Szlovén Királyság (monarchia)
  - Uralkodó – I. Sándor király (1921–1934)
  - Kormányfő – Nikola Pašić (1921–1924), miniszterelnök
- Szovjetunió (el nem ismert állam)
- 1922. december 30-án alapították meg.
  - A kommunista párt vezetője – Joszif Sztálin (1922–1953), a Szovjetunió Kommunista Pártjának főtitkára
  - Államfő – Mihail Kalinyin (1919–1946),[3] lista
  - Kormányfő – Vlagyimir Iljics Lenin (1917–1924),[4] lista
- Ukrajna (el nem ismert állam)
- 1922. december 30-án a Szovjetunió alapítójává vált.
  - A kommunista párt vezetője – Dmitrij Manuilszkij (1921–1923), első titkár
  - Államfő – Grigorij Petrovszkij (1919–1938), elnök
  - Kormányfő – Krisztian Rakovszkij (1920–1923), elnök

## Afrika
- Dél-afrikai Unió (monarchia)
  - Uralkodó – V. György Nagy-Britannia királya (1910–1936)
  - Főkormányzó – Arthur of Connaught herceg (1920–1924), Dél-Afrika kormányát igazgató tisztviselő
  - Kormányfő – Jan Smuts (1919–1924), lista
- Egyiptom (monarchia)
- Az Egyiptomi Szultánság 1922. február 28-án nyerte el függetlenségét.
  - Főkormányzó – Edmund Allenby (1919–1925), Egyiptom főkormányzója
  - Uralkodó – I. Fuád király (1910–1936)[5]
  - Kormányfő –
    1. Adli Jakan Pasa (1921–1922)
    2. Abdel Halík Szarvat Pasa (1922)
    3. Muhammad Taufík Naszím Pasa (1922–1923), lista
- Etiópia (monarchia)
  - Uralkodó – Zauditu császárnő (1916–1930)
  - Régens – Rasz Tafari Makonnen (1916–1930)
  - Kormányfő – Habte Gijorgisz Dinagde (1909–1927), lista
- Libéria (köztársaság)
  - Államfő – Charles D. B. King (1920–1930), lista
- Riff Köztársaság (el nem ismert szakadár állam)
  - Államfő – Abd el-Krim (1921–1926)
- Tripolitánia (el nem ismert szakadár állam)
- 1922. november 12-én visszaintegrálódott Olasz Líbiába.
  - Államfő – Ahmad Tahír al-Murajjíd (1918–1923), Tripolitánia Központi Reformtanácsa elnöke

## Dél-Amerika
- Argentína (köztársaság)
  - Államfő –
    1. Hipólito Yrigoyen (1916–1922)
    2. Marcelo Torcuato de Alvear (1922–1928), lista
- Bolívia (köztársaság)
  - Államfő – Bautista Saavedra (1921–1925), lista
- Brazília (köztársaság)
  - Államfő –
    1. Epitácio Pessoa (1919–1922)
    2. Artur Bernardes (1922–1926), lista
- Chile (köztársaság)
  - Államfő – Arturo Alessandri (1920–1924), lista
- Ecuador (köztársaság)
  - Államfő – José Luis Tamayo (1920–1924), lista
- Kolumbia (köztársaság)
  - Államfő –
    1. Marco Fidel Suárez (1918–1922)
    2. Jorge Holguín (1921–1922), ügyvivő
    3. Pedro Nel Ospina Váquez (1922–1926), lista
- Paraguay (köztársaság)
  - Államfő – Eusebio Ayala (1921–1923), ügyvivő, lista
- Peru (köztársaság)
  - Államfő – Augusto B. Leguía (1919–1930), lista
  - Kormányfő –
    1. Germán Leguía y Martínez Jakeway (1919–1922)
    2. Julio Enrique Ego Aguirre (1922–1924), lista
- Uruguay (köztársaság)
  - Államfő – Baltasar Brum (1919–1923), lista
- Venezuela (köztársaság)
  - Államfő –
    1. Victorino Márquez Bustillos (1914–1922), ideiglenes
    2. Juan Vicente Gómez (1922–1929), lista

## Észak- és Közép-Amerika
- Amerikai Egyesült Államok (köztársaság)
  - Államfő – Warren G. Harding (1921–1923), lista
- Costa Rica (köztársaság)
  - Államfő – Julio Acosta García (1920–1924), lista
- Dominikai Köztársaság (USA megszállás alatt)
  - Kormányzó – Samuel Robison (1921–1922), Santo Domingo kormányzója
  - Államfő – Juan Bautista Vicini Burgos (1922–1924), lista
- Salvador (köztársaság)
  - Államfő – Jorge Meléndez (1919–1923), lista
- Guatemala (köztársaság)
  - Államfő – José María Orellana (1921–1926), lista
- Haiti (USA-megszállás alatt)
  - Amerikai képviselő – John H. Russell, Jr. (1919–1930)
  - Államfő –
    1. Philippe Sudré Dartiguenave (1915–1922)
    2. Louis Borno (1922–1930), lista
- Honduras (köztársaság)
  - Államfő – Rafael López Gutiérrez (1920–1924), lista
- Kanada (parlamentáris monarchia)
  - Uralkodó – V. György király (1910–1936)
  - Főkormányzó – Julian Byng (1921–1926), lista
  - Kormányfő – William Lyon Mackenzie King (1921–1926), lista
- Kuba (köztársaság)
  - Államfő – Alfredo Zayas y Alfonso (1921–1925), lista
- Mexikó (köztársaság)
  - Államfő – Álvaro Obregón (1920–1924), lista
- Nicaragua (köztársaság)
  - Államfő – Diego Manuel Chamorro (1921–1923), lista
- Panama (köztársaság)
  - Államfő – Belisario Porras Barahona (1920–1924), lista
- Új-Fundland (monarchia)
  - Uralkodó – V. György király (1910–1936)
  - Kormányzó –
    1. Sir Charles Alexander Harris (1917–1922)
    2. Sir William Allardyce (1922–1928)

  - Kormányfő – Sir Richard Squires (1919–1923), lista

## Ázsia
- Afganisztán (monarchia).
  - Uralkodó – Amanullah Kán király (1919–1929)
- Aszír (idríszida emírség)
  - Uralkodó – Muhammad ibn Ali al-Idríszi (1909–1923), emír
- Buhara
  - Kommunista párt vezetője – Szagdulla Turszunhodzsajev (1921–1923), Buhara Kommunista Pártja első titkára
  - Államfő –
    1. Polat Hodzsajev (1921–1922)
    2. Muin Dzson Aminov (1922)
    3. Porsza Hodzsajev (1922–1925), Buhara Központi Végrehajtó Bizottsága Elnökségének elnöke

  - Kormányfő – Fajzulla Hodzsajev (1921–1924), lista
- Hidzsáz
  - Uralkodó – Al-Huszajn ibn Ali király (1908–1924)[6]
- Horezm
  - A kommunista párt vezetője – Gaifi Sarafutdinov (1921–1923), a Horezmi Kommunista Párt első titkára
  - Államfő –
    1. Dzsangibaj Murodogli (1921–1922)
    2. Abdulla Abdurahmon Hodzsaogli (1922–1923), Horezm Központi Végrehajtó Bizottsága Elnöksége elnöke

  - Kormányfő – Szultanmurad Kani (1921–1924), a Horezmi Népi Komisszárok Tanácsa elnöke
- Japán (császárság)
  - Uralkodó – Josihito császár (1912–1926)
  - Régens – Hirohitó koronaherceg (1921–1926), Japán régense
  - Kormányfő –
    1. Takahasi Korekijo (1921–1922)
    2. Kató Tomoszaburó (1922–1923), lista
- Jemen (el nem ismert állam)
  - Uralkodó – Jahia Mohamed Hamidaddin király (1904–1948)[7]
- Kína
  -  Pekingi Kormányzat
    - Államfő –
      1. Csu Sicsang (1918–1922)
      2. Su Zicsi (1922), ügyvivő
      3. Li Juanhong (1922–1923), Kína katonai kormányzatának generalisszimusza

    - Kormányfő –
      1. Liang Siji (1921–1922)
      2. Jan Hujcsing (1922), ügyvivő
      3. Su Zicsi (1922), ügyvivő
      4. Jan Hujcsing (1922)
      5. Vang Csung-huj (1922), ügyvivő
      6. Vang Dakszie (1922), ügyvivő
      7. Vang Zsengting (1922–1923), ügyvivő, Kína Államtanácsának ideiglenes elnöke

  -  Nemzeti Kormányzat (köztársaság)
    - Államfő – Szun Jat-szen (1921–1923), Kína Nemzeti Kormánya generalisszimusza, lista

  -  Tibet (el nem ismert, de facto független állam)
    - Uralkodó – Tubten Gyaco, Dalai láma (1879–1933)
- Kurdisztán (el nem ismert szakadár állam)
- Függetlenségét 1922. szeptemberben kiáltotta ki.
  - Uralkodó – Mahmud Barzandzsi sejk, király (1922–1924)
  - Kormányfő – Kadir Barzandzsi sejk (1922–1924)
- Maszkat és Omán (abszolút monarchia)
  - Uralkodó – Tajmur szultán (1913–1932)
- Mongólia (monarchia)
  - A kommunista párt vezetője –
    1. Dogszomün Bodó (1921–1922)
    2. Ceren-Ocsirün Dambadordzs (1922–1923), a Mongol Népi Forradalmi Párt Központi Bizottságának elnöke

  - Uralkodó – Bogdo Kán kán (1921–1924)
  - Kormányfő –
    1. Dogszomün Bodó (1921–1922)
    2. Dzsalhanz Hutagt Szodnomün Damdinbazar (1922–1923), Mongólia Népi Komisszárok Tanácsának elnöke, lista
- Nedzsd Királyság (monarchia)
  - Uralkodó – Abdul-Aziz király (1902–1953)[8]
- Nepál (alkotmányos monarchia)
  - Uralkodó – Tribhuvana király (1911–1950)
  - Kormányfő – Csandra Samser Dzsang Bahadur Rana (1901–1929), lista
- Oszmán Birodalom (monarchia)
- lásd: Törökország alatt.
- Perzsia (monarchia)
  - Uralkodó – Ahmad Sah Kadzsar sah (1909–1925)
  - Kormányfő –
    1. Malek Manszúr Mirza Sao esz-Szaltaneh (1921–1922)
    2. Haszán Pirnia (1922)
    3. Ahmad Kavam (1922–1923), lista
- Sziám (parlamentáris monarchia)
  - Uralkodó – Vadzsiravudh király (1910–1925)
- Távol-keleti Köztársaság (köztársaság)
  - 1922. november 15-én beolvadt Oroszországba.
  - Államfő – Nyikolaj Matvejev (1921–1922), a kormány elnöke
  - Kormányfő –
    1. Nyikolaj Matvejev (1921–1922)
    2. Pjotr Kobozev (1922), a Minisztertanács elnöke
- Törökország (köztársaság)
- Az Oszmán Birodalom után 1922. november 1-jén jött létre a Török Állam.
  - Uralkodó – VI. Mehmed szultán (1918–1922)
  - Államfő – Mustafa Kemal Atatürk (1922–1923), lista
  - Kormányfő –
    1. Ahmed Tevfik Pasa (1920–1922), lista
    2. Fevzi Çakmak (1921–1922)
    3. Rauf Orbay (1922–1923), lista
- Tuva (népköztársaság)
  - A kommunista párt főtitkára – Nimacsjan (1921–1923)
  - Kormányfő –
    1. Szodnam Balcsir (1921–1922)
    2. Lobszang-Oszur (1922)
    3. Idam-Szjurun (1922–1923)

## Óceánia
- Ausztrália (parlamentáris monarchia)
  - Uralkodó – V. György Ausztrália királya (1910–1936)
  - Főkormányzó – Henry Forster (1920–1925), lista
  - Kormányfő – Billy Hughes (1915–1923), lista
- Új-Zéland (parlamentáris monarchia)
  - Uralkodó – V. György Új-Zéland királya (1910–1936)
  - Főkormányzó – John Jellicoe (1920–1924), lista
  - Kormányfő – William Massey (1912–1925), lista